# Brecht Vanmeirhaeghe
Brecht Vanmeirhaeghe (Gent, 17 maart 1982) is een Belgisch radiopresentator, voice-over en filmmaker. Sinds 2018 presenteert Vanmeirhaeghe bij radiozender Joe. Hij maakt als filmmaker kortfilms en documentaires.

## Carrière
Vanmeirhaeghe komt uit Gent. Hij studeerde aan het Don Boscocollege in Zwijnaarde (Gent) en behaalde een graduaat aan de filmschool LUCA School of Arts in Brussel. Na de studies ging hij meteen aan de slag als radiopresentator, met name bij de VRT waar hij lange tijd te horen was op Radio 2 en Radio Donna (2005–2009). Vanmeirhaeghe was eerst nieuwslezer op de eerste en presenteerde programma's als Donna's Summerclub en Donnamour met Evy Gruyaert op laatstgenoemde, die in 2009 uit de ether gehaald werd en MNM werd. Hij besloot de overstap niet te maken om zich toe te leggen op de lokale Radio Tequila (Deinze) alsmede bezigheden in film en theater. In 2018 keerde hij terug naar nationale radio. Hij vervoegde het presentatorenteam van Joe waar hij oud-collega's van Radio Donna terugvond: met name Leen Demaré, Jan Bosman en Ann Van Elsen. Vanmeirhaeghe is vooral op weekenddagen of vakantiedagen te horen, vooral 's namiddags of 's avonds. Voor zijn terugkeer op de nationale radio bij Joe was Vanmeirhaeghe tussen 2011 en 2015 werkzaam als voice-over (zenderstem) van voormalig VTM-kinderzender VTM Kids (destijds bekend als VTM Kzoom).
Vanmeirhaeghe is verder ook actief als acteur, vooral op de planken. In 2008 speelde hij op televisie een gastrol in de politieserie Aspe, als Hans Allegeers (aflevering "Oud zeer" uit seizoen 4).
Vanmeirhaeghe werd naast zijn loopbaan als freelance radiomaker ook veeleer actief als filmmaker. Hij maakt vooral kortfilms en documentaires. In 2010 werd zijn kortfilm Beyond Borders die gaat over drie allochtone mensen met een beperking (een blinde man, een man met syndroom van Down en een jonge moeder met MS) een succes voor Vanmeirhaeghe. Zijn kortfilm viel internationaal in de prijzen, waaronder op het filmfestival van Chico, Californië in de Verenigde Staten en het Picture This Festival dat dat jaar werd gehouden in Calgary (Alberta), Canada. Aldus journalist Dirk Tieleman, voormalig VRT-journalist, schrijver en recensent: "Beyond Borders neemt mensen mee over de scheidslijnen tussen volkeren en mensen, breekt door de muren van onverschilligheid en gevoelloosheid. Het is een film die je niet onberoerd kan laten".
Hij is sinds 2007 deeltijds docent Woord aan de Stedelijke Academie van Muziek, Woord en Dans (SAMWD), een kunstacademie in Deinze, Oost-Vlaanderen.

## Persoonlijk leven
Vanmeirhaeghe is gehuwd met danseres en choreografe Serena Wuytack. Ze hebben twee dochters. Het gezin woont in Wachtebeke, Oost-Vlaanderen.